# رگو ریور (اورگن)
رگو ریور (به انگلیسی: Rogue River) شهری در شهرستان کلمبیا ایالت اورگن است و در سرشماری سال ۲۰۱۱ میلادی، ۲٬۱۵۱ نفر جمعیت داشته که نسبت به سال ۲۰۱۰، ۰٫۴۲ درصد رشد جمعیت داشته‌است.

## موقعیت جغرافیایی
موقعیت جغرافیایی شهرها و مناطق اطراف به شرح زیر است: